# Katerina Maleeva
Katerina Maleeva (7 de mayo de 1969) es una tenista búlgara que estuvo entre las 20 mejores del mundo desde mediados de los 80 hasta mediados de los 90. 
Nació en Sofía, Bulgaria y cuyo padres son Georgi Maleev y la extenista Yuliya Berberyan. Es hermana mediana de las también tenistas Manuela y Magdalena. Llegó a ser n.º 6 del mundo y ganó 11 títulos en individuales y 2 en dobles. Jugó en dos ocasiones la final de la Copa Federación en 1985 y 1987 junto a su hermana Manuela.
En una entrevista, le preguntaron cuál era el rasgo esencial por el cual, las tres hermanas alcanzaron la élite del tenis. Katerina respondió: mi hermana Manuela por su inteligencia, Magdalena por su talento y yo con mi trabajo.

## Torneos de Grand Slam

### Dobles

#### Finales (1)
| Año  | Torneo  | Pareja      | Oponentes en la final                  | Resultado |
| 1994 | US Open | Robin White | Arantxa Sánchez Vicario / Jana Novotna | 6-3, 6-3  |

## Títulos WTA (13; 11+2)

### Individuales

#### Títulos (11)
| Leyenda         |
| Tier I (0)      |
| Tier II (0)     |
| Tier III (2)    |
| Tier IV & V (5) |
| Pre-Tier (4)    |

| No  | Fecha                   | Torneo          | Superficie | Oponente en final       | Resultado     |
| 1.  | 1 de abril de 1985      | Seebrook Island | Tierra     | Virginia Ruzici         | 6-3, 6-3      |
| 2.  | 4 de noviembre de 1985  | Hilversum       | Moqueta    | Carina Karlsson         | 6-3, 6-2      |
| 3.  | 13 de abril de 1987     | Tokio           | Cemento    | Barbara Gerken          | 6-2, 6-3      |
| 4.  | 5 de octubre de 1987    | Atenas          | Tierra     | Julie Halard            | 6-0, 6-1      |
| 5.  | 24 de octubre de 1988   | Indianápolis    | Cemento    | Zina Garrison           | 6-3, 2-6, 6-2 |
| 6.  | 24 de julio de 1989     | Bastad          | Tierra     | Sabine Hack             | 6-1, 6-3      |
| 7.  | 16 de octubre de 1989   | Bayona          | Cemento    | Conchita Martínez       | 6-2, 6-2      |
| 8.  | 30 de octubre de 1989   | Indianápolis    | Cemento    | Raffaella Reggi         | 6-4, 6-4      |
| 9.  | 26 de marzo de 1990     | Houston         | Tierra     | Arantxa Sánchez Vicario | 6-1, 1-6, 6-4 |
| 10. | 11 de noviembre de 1991 | Indianápolis    | Cemento    | Audra Keller            | 7-6(1), 6-2   |
| 11. | 31 de octubre de 1994   | Quebec          | Moqueta    | Brenda Schultz          | 6-3, 6-3      |

#### Dobles (2)
| No | Fecha                | Torneo       | Superficie | Compañera       | Oponentes en final                | Resultado     |
| 1. | 22 de julio de 1985  | Indianápolis | Tierra     | Manuela Maleeva | Penny Barg Mager / Pat Smith      | 3-6, 6-3, 6-4 |
| 2. | 3 de febrero de 1992 | Essen        | Moqueta    | Barbara Rittner | Sabine Appelmans / Claudia Porwik | 7-5, 6-3      |

## Finales (17; 9+8)

### Individuales (9)
- 1985: Orlando, contra Martina Navratilova por 6-1, 6-0
- 1988: San Antonio, contra Steffi Graf por 6-4, 6-1
- 1988: Hamburgo, contra Steffi Graf por 6-4, 6-2
- 1989: Sofia, contra Isabel Cueto por 6-2, 7-6(2)
- 1990: Tampa, contra Mónica Seles por 6-1, 6-0
- 1990: Montreal, contra Steffi Graf por 6-1, 6-7(8), 6-3
- 1991: Toronto, contra Jennifer Capriati por 6-2, 6-3
- 1991: Washington, contra Arantxa Sánchez Vicario 6-2, 7-5
- 1993: Quebec, contra Nathalie Tauziat por 6-4, 6-1

### Dobles (8)
- 1986: Pan Pacific, con Manuela Maleeva, pierden con Steffi Graf y Bettina Bunge, 6-1, 6-7(7), 6-2
- 1987: Pan Pacific, con Manuela Maleeva, pierden con Anne White y Robien White, 6-1, 6-2
- 1988: Bruselas, con Raffaella Reggi, pierden con Mercedes Paz y Tine Scheuer-Larsen, 7-6(1), 6-1
- 1988: Sofia, con Sabrina Goles, pierden con Barbara Paulus y Conchita Martínez, 1-6, 6-1, 6-4
- 1989: Bastad, con Sabrina Goles, pierden con Merdeces Paz y Tine Scheuer-Larsen, 6-2, 7-5
- 1992: Roma, con Barbara Rittner, pierden con Monica Seles y Helena Sukova, 6-1, 6-2
- 1993: Quebec, con Nathalie Tauziat, pierden con Katrina Adams y Manon Bollegraf, 6-4, 6-4
- 1994: US Open, con Robin White, pierden con Jana Novotna y Arantxa Sánchez Vicario, 6-3, 6-3